# Шопово
Шопово (рос. Шопово) — присілок в Богородському районі Нижньогородської області Російської Федерації.
Населення становить 148 осіб. Входить до складу муніципального утворення Алешковська сільрада.

## Історія
Від 2004 року входить до складу муніципального утворення Алешковська сільрада.

## Населення
| 1999 | 2002 | 2010 |
| ---- | ---- | ---- |
| 125  | ↘106 | ↗148 |